# Izquierda Democrática Popular
Izquierda Democrática Popular (abreviado como IDEPO) fue un partido político de izquierda de Argentina establecido por Néstor Vicente, Eduardo Luis Duhalde y Luis César Perlinger en 1986 como un desprendimiento del Partido Intransigente (PI). A partir de 1987 formó parte de la coalición Izquierda Unida, junto al Movimiento al Socialismo (MAS) y el Partido Comunista (PC).
De cara a las elecciones de 1989, se realizó el 20 de diciembre de 1988 una elección primaria para escoger al candidato presidencial de la coalición. La disputa fue entre Vicente, de la IDEPO, y Luis Zamora, del MAS. Vicente obtuvo la victoria con 65.494 votos (52.59%) contra 59.051 (47.41%) de Zamora, siendo configurada la fórmula presidencial con Vicente como candidato a presidente y Zamora a vicepresidente. Dicha fórmula disputó de este modo los comicios presidenciales de 1989 quedando en cuarto lugar con el 2.44% de los sufragios, y ganando un solo voto del Colegio Electoral en la provincia de Mendoza.